# Haoussimou Kassi
Pour les personnes ayant le même patronyme, voir Kassi.
Haoussimou Kassi est un chef algérien kabyle issu des Aït Iraten qui s'illustra par sa résistance face à la conquête française en Kabylie qui commença par la soumission de son Arch, lors de la campagne de 1857. Il joua un rôle important dans la défense de son territoire contre les troupes coloniales françaises aux côtés d'un autre membre influent Saïd u Ali.

## Résistance à la conquête française
Lors de l'année 1854, ces Kabyles avaient déjà repoussé l'envahisseur, et cette guerre était vue comme une guerre sainte. En effet Camille Leynadier nous rapporte le discours d'un marabout afin de mobiliser les foules :
« Guerriers de la montagne, auriez-vous dégénéré? Vos pères sont morts sans avoir jamais vu un ennemi sur le sol de l'indépendance vos fils en diront-ils autant de vous? Non, de vous ils diront : « Ils ont laissé fouler les ossements de leurs pères par des chiens de chrétiens; ils ont laissé insulter leurs femmes par des chiens de chrétiens; ils ont laissé arracher par des chiens de chrétiens l'arbre qu'avait  planté leur père, renverser la maison qu'il avait bâtie, et ils vous maudiront alors. » — « Non, non, s'écrièrent des milliers de vois en brandissant leurs armes, plutôt la mort !  Oui, reprit-il, le guerrier de la montagne est le plus valeureux et le plus invincible du Maghreb: ce n'est pas lui a qui reculera devant des chiens de chrétiens que Dieu vient  enfin lui livrer. Voyez ces orages incessants dans une saison  où ils sont si rares. Ce sont les éléments qui se liguent contre  eux c'est la voix du ciel qui se déclare pour vous. Eh bien !  volez au-devant d'eux et portez le ravage dans leurs rangs,  comme l'ouragan qui vole sur les ailes d'un tourbillon brandissez votre flissa à la lame pesante, ajustez votre long fusil au bois incrusté de corail, et après la journée de la  poudre, vous reviendrez dans votre maison avec des têtes d'infidèles vaincus, pendantes à la selle de votre cheval. »
En effet en 1854, ils virent Jacques Louis Randon, gouverneur général de l'Algérie, conduire une armée vers le cœur du Djurdjura, passant par Boubhir, à la poursuite du résistant Boubaghla (l'homme à la mule) réfugié chez les Ath Iraten. Cette expédition échoua et les contingents montagnards, sous l'impulsion de Lalla Fatma N'Soummer, pourchassèrent l'ennemi jusqu'aux limites de Tizi-Ouzou.
Après avoir doté le centre colonial de Tizi-Ouzou d'une garnison en 1855, le maréchal Randon reçut l'accord de l'empereur Napoléon III pour effectuer une expédition d'envergure sur le Djurdjura. Il réunit, pour cela tout, un arsenal. « De toutes les tribus insoumises, la plus forte et la plus remuante était, sans contredit, celle des Béni-Raten. Par le nombre de ses fusils, par sa renommée guerrière, par ses efforts constants pour soutenir l'Indépendance commune, elle avait acquis une influence et une supériorité incontestées sur toutes les autres tribus de la Kabylie », écrivait le Capitaine Eugène Clerc dans son récit de la campagne de 1857,. « Les abattre, c'est frapper au cœur de l'indépendance kabyle », notait pour sa part Emile Carrey, dans son Récit de la campagne de 1857 . C'est donc par les Ath Iraten que l'affrontement militaire devait commencer pour débuter la soumission des Kabyles. Forte d'une infanterie de trente cinq mille hommes, sans compter les auxiliaires goums, et de matériel de guerre lourd, l'armée française réunit en mai 1857, trois divisions avec, à leur tête, des chefs expérimentés. En face, les Ath Iraten peuvent aligner quatre a sept mille fusils réputée pour son relief accidenté et ses populations farouchement combattante en effet sur le territoire des Ath Iraten vivent dans 31 villages, 20 à 22 000 âmes qui comptent environ 7 000 fantassins armés. Haoussimou Kassi, en tant que membre influant local, mobilisa sa communauté pour résister à l'avancée des forces françaises. L'attaque a lieu le 24 mai à l'aube, jour de l'Aïd tamezyant (fête de rupture du jeûne chez les musulmans). Les montagnards ont pour allié un relief qu'ils connaissent par cœur. Les Kabyles sont battus après avoir causé des pertes à l'assaillant à Taqsebt, El Djemâa, Tiguert tehla, et plus particulièrement lors de la « journée de la poudre » à Icheriden où 3 000 résistants s'étaient retranchés pour écrire une page héroïque de la résistance kabyle. La résistance kabyle fut marquée par des batailles acharnées, où les habitants utilisaient leur connaissance du terrain pour repousser les attaques.
Le 14 juin, jour anniversaire du débarquement français dans la baie de Sidi Ferredj en 1830, au milieu de milliers de soldats triomphants, dans une solennité des grands jours, les conquérants posent officiellement, sur un piton rocheux idéalement placé, la première pierre d'une forteresse conçue suivant le système Vauban par le général du génie militaire, François de Chabaud-Latour. Le but est stratégique : asseoir la domination et le contrôle permanent du pays kabyle. Parallèlement, le général Chabaud-Latour entreprend le tracé et la construction par les sapeurs du génie d'une importante route de montagne, pittoresque, en lacets reliant Tizi-Ouzou à la Haute montagne.

## Capture et otage

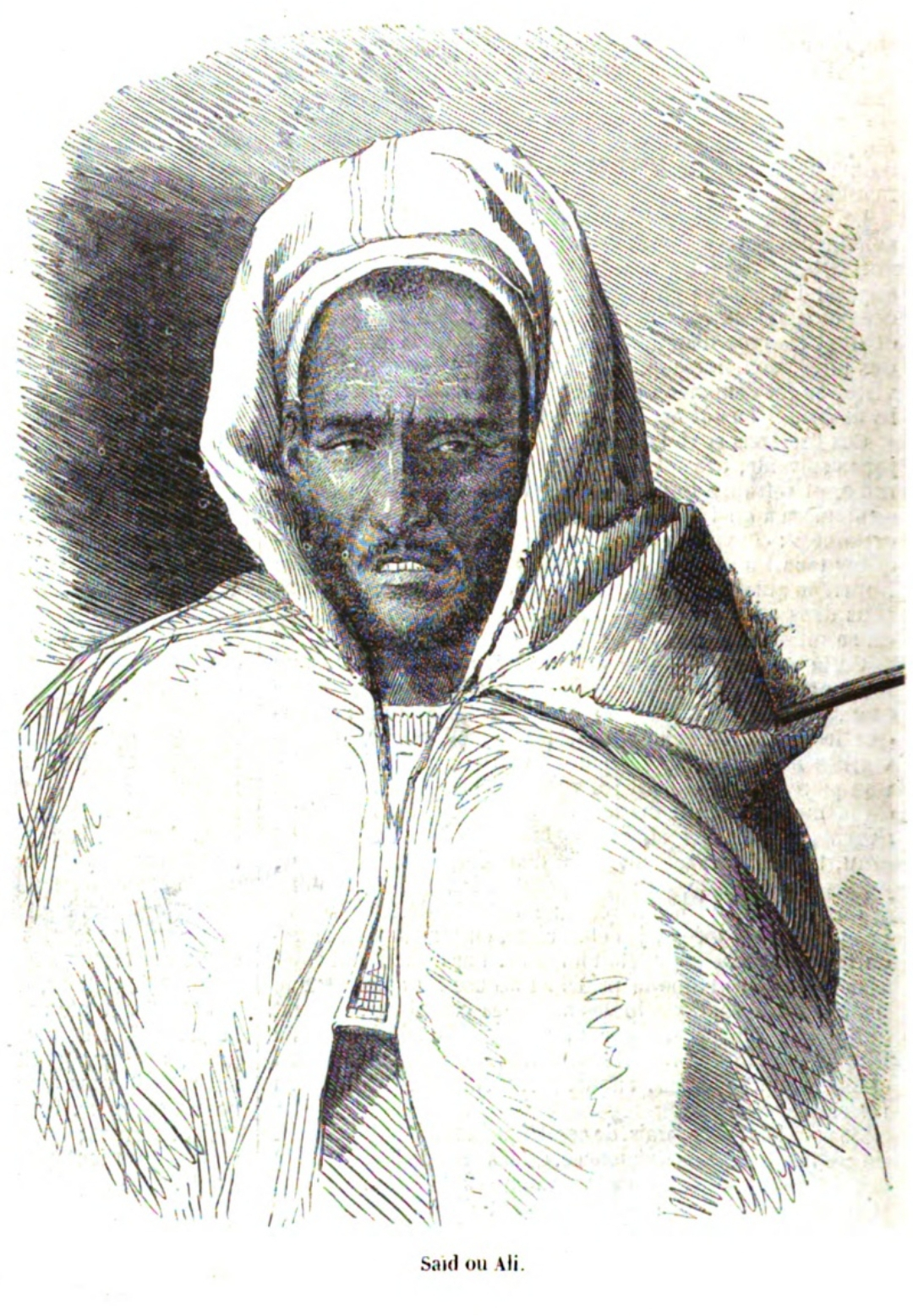
Saïd u Ali

Après une série d’affrontements, et en raison de la soumission de sa tribu, les Français demandèrent une livraison de 62 otages de la tribu et donc Haoussimou Kassi ainsi que Saïd u Ali et 60 autres membres éminents se livrèrent aux français. Ce geste faisait partie d'une politique coloniale visant à briser la volonté des communautés locales en neutralisant leurs leaders qui furent retenus au Bab Azoun d'Alger.